# Mindel Glaciaal
| Correlatieschema | Correlatieschema | Correlatieschema | Correlatieschema |
| Alpien           |                  | Scandinavisch    | M.I.S.           |
| ---------------- | ---------------- | ---------------- | ---------------- |
| Würm             | =                | Weichselien      | 2-5d             |
| Riss-Würm        | =                | Eemien           | 5e               |
| Riss             | =                | Saalien          | 6                |
| Mindel-Riss      |                  | ?                |                  |
| Mindel           | =                | Cromerien-A      | 16?              |
| Günz-Mindel      |                  | ?                |                  |
| Günz             |                  | Tiglien          | 92?              |
| Donau-Günz       |                  | ?                |                  |
| Donau            |                  | ?                |                  |
| Biber-Donau      |                  | ?                |                  |
| Biber            |                  | Pretiglien?      |                  |
| tabel 1          |                  |                  |                  |

De etage Mindel Glaciaal (ook wel kortweg 'Mindel') is een glaciaal, een periode van vergletsjering in de Alpen uit het Midden Pleistoceen gebaseerd op afzettingen in een terras van de rivier de Mindel. De Mindel is een ongeveer 75 kilometer lange zijrivier aan de rechteroever van de Donau in het gebied van het Iller-Lechplateau in het zuiden van Duitsland.
Het Mindel Glaciaal maakt deel uit van de Alpiene onderverdeling van het Pleistoceen. Voor Noord-Europa bestaat een andere indeling die gebaseerd is op de vergletsjeringen vanuit Scandinavië. Het is niet volledig bekend welke glacialen uit beide indelingen met elkaar in tijd overeenkomen (correleren) (Zie tabel 1).
Het Mindel Glaciaal werd vaak met het Elsterien gecorreleerd, maar later onderzoek heeft uitgewezen dat gesteenten uit het terraslichaam dat oorspronkelijk door Penck & Brückner als Mindel is beschouwd een ouderdom van 0,68 Ma hebben. Dat betekent dat het Mindel Glaciaal niet met het Elsterien maar waarschijnlijk met Glaciaal-A (of Cromerien-A) uit het Cromerien overeenkomt, mogelijk correlerend met de mariene isotopen etage (M.I.S.) 16. Dit betekent ook dat het Mindel waarschijnlijk overeenkomt met de grote vergletsjering in Rusland die bekendstaat als het Donglaciaal.
Duidelijk is dat de Alpiene perioden elkaar niet simpel opvolgen: er zijn grote hiaten in het schema. Aangezien het Riss-Saalien koppel gecorreleerd wordt met mariene isotopen etage M.I.S. 6 en het Mindel glaciaal M.I.S. 16 blijkt te zijn, moeten er dus zeker 4 glacialen (de even etages) in het Alpiene schema tussen Riss en Mindel ontbreken. Dit geldt in nog sterkere mate voor het hiaat tussen Mindel en Günz.

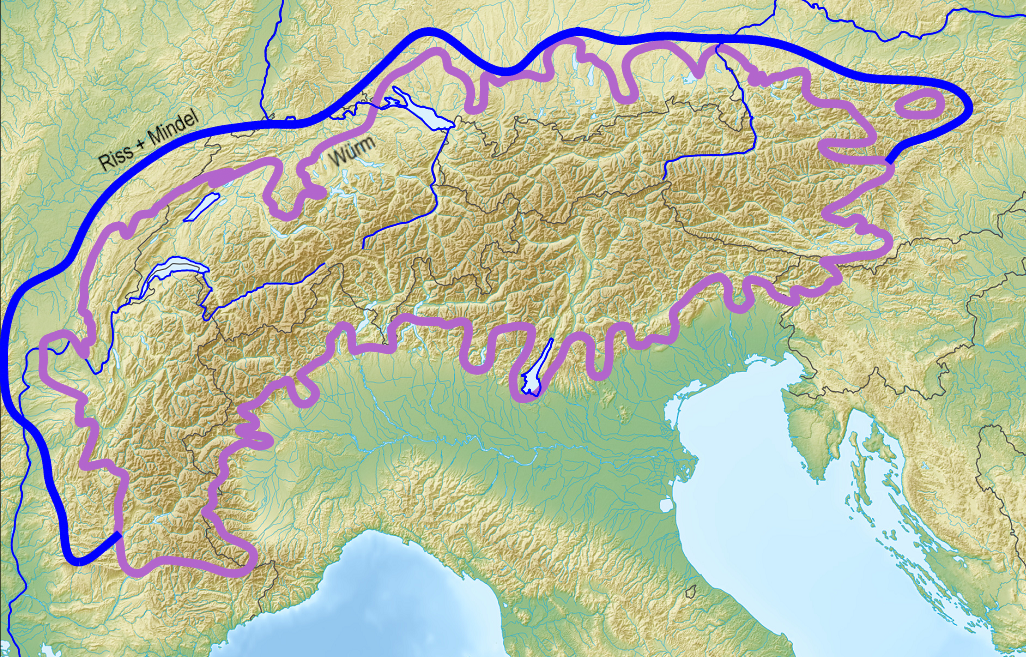
Kaartje met de maximale uitbreidingen van de alpiene ijskappen. De ijskap tijdens de Mindel en Riss Glacialen is in het blauw omlijnd; die in het Würm in het paars.